# Galea spixii
Galea spixii és una espècie de mamífer rosegador de la família dels càvids. Viu a Bolívia i el Brasil. Els seus hàbitats naturals són les zones obertes, les sabanes i la Caatinga, tant a àrees primàries com a àrees pertorbades. Es creu que no hi ha cap amenaça per a la supervivència d'aquesta espècie.
Aquest tàxon fou anomenat en honor del naturalista alemany Johann Baptist Ritter von Spix.